# لچی (آریزونا)
لچی (به انگلیسی: LeChee) یک منطقهٔ مسکونی در ایالات متحده آمریکا است که در شهرستان کاکانینو، آریزونا واقع شده‌است. لچی ۴۳٫۰۱ کیلومتر مربع مساحت و ۵۲٬۵۲۷ نفر جمعیت دارد و ۱٬۵۱۹ متر بالاتر از سطح دریا واقع شده‌است.